# LED PAR

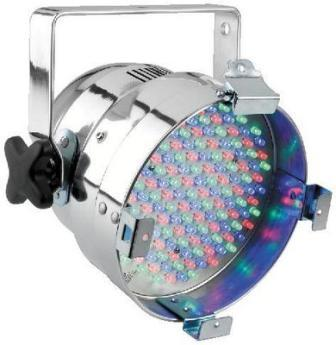
LED PAR

LED PAR-прожектор — осветительный прибор, сочетающий корпус прожектора PAR и использующий в качестве светоизлучателей светодиоды (LED).
Источник света — монтажная плата с множеством светодиодов (монохромных, либо RGB), управляемых микроконтроллером по протоколу DMX-512.

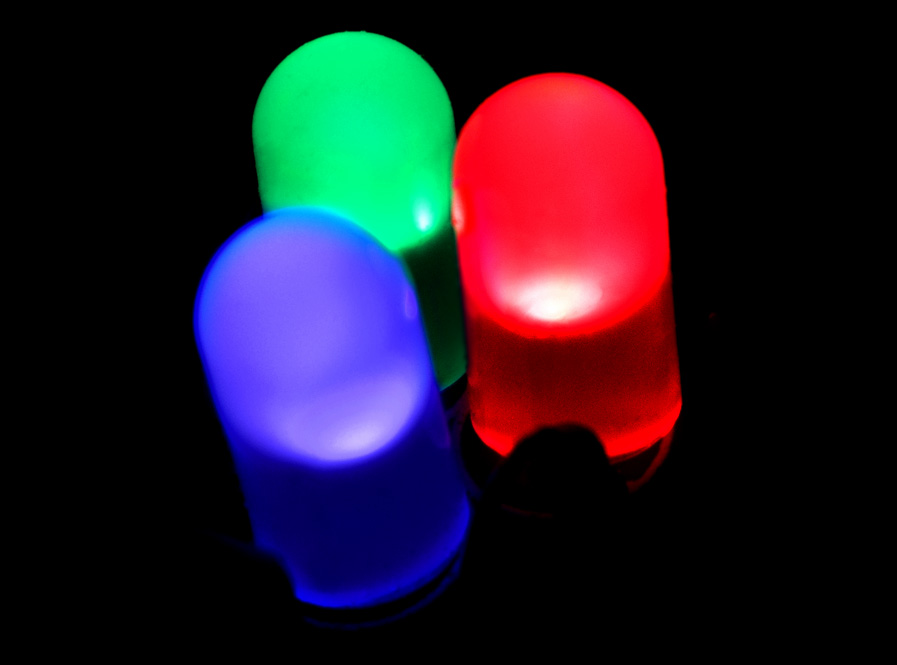
светодиоды

Использование светодиодов расширило возможности прибора, в сравнении с обычными лампами накаливания, и позволило радикально снизить энергопотребление, а также отказаться от ненадежных гибких термостойких светофильтров. 
Важная особенность — отсутствие необходимости в подключении к диммеру, в отличие от традиционных прожекторов.
Сфера применения соответствует прочим прожекторам этого типа.

## Типоразмеры
Поскольку основой прожектора является PAR (или т. н. «горшок, ведро»), то размеры соответствуют корпусам стандартных прожекторов PAR.